# Noriko Ohara
Noriko Ohara (jap. 小原 乃梨子, Ohara Noriko; * 2. Oktober 1935 in der Präfektur Tokio; † 12. Juli 2024), eigentlich Noriko Tobe (戸部 法子, Tobe Noriko), war eine japanische Synchronsprecherin (Seiyū). Sie arbeitete für die Agentur Produktion Baobab.
Bekannt ist sie für ihre Rolle des Nobita in der von 1979 bis 2005 laufenden Anime-Serie Doraemon. Für diese erhielten sie und die anderen Sprecher der Hauptfiguren 2006 den Sonderpreis bei den Animation Kōbe Awards als auch 2007 den Preis für herausragende Leistungen bei der Tōkyō Kokusai Anime Fair. Im selben Jahr gewann sie ebenfalls den Preis für herausragende Leistungen bei den Seiyū Awards, sowie 2013 gemeinsam mit Tōru Ōhira, Katsuji Mori und Mari Okamoto den Synergy-Preis zum 50-jährigen Jubiläum von Tatsunoko Production.

## Rollen (Auswahl)
- Kaitei Shōnen Marin (1969) als Marin
- Wansa-kun (1973) als Wansa
- Heidi (1974) als Peter
- Sindbad (1975–1976) als Sindbad
- Time-Bokan-Reihe:
  - Time Bokan (1975–1976) als Majo
  - Yatterman (1977–1979) als Doronjo
- Däumelinchen (1978) als Prinz
  - Zenderman (1979–1980) als Mūjo
  - Time Patrol tai Otasukeman (1980–1981) als Atasha
  - Yattodetaman (1981–1982) als Mirenjo
  - Gyakuten! Ippatsuman (1982–1983) als Mun-Mun
  - Itadakiman (1983) als Yan-Yan
  - Time Bokan 2000: Kaitō Kiramekiman (2000) als Rūju
  - Yatterman (Remake; 2008–2009) als Doronjo
- Marco (1976) als Conchetta
- Chōdenji Machine Voltes V (1977–1978) als Hiyoshi Gō, Katherine Lee
- Die Abenteuer des fantastischen Weltraumpiraten Captain Harlock (Uchū Kaizoku Captain Harlock; 1978–1979) als Mīme
- Mirai Shōnen Conan (1978) als Conan
- Doraemon (1979–2005) als Nobita Nobi
- Uchū Taitei God Sigma (1980–1981) als Oberkommandeur Teral
- Belle und Sebastian (Anime-Serie) (Meiken Joly; 1981–1982) als Sebastian
- Urusei Yatsura (1981–1986) als Oyuki
- Chōjikū Yōsai Macross (1982–1983) als Claudia LaSalle, Erzähler
- Macross – The Movie (1984) als Claudia LaSalle
- Urusei Yatsura: Itsudatte My Darling (1991) als Oyuki